# Pyrisitia proterpia
Pyrisitia proterpia är en fjärilsart som först beskrevs av Fabricius 1775.  Pyrisitia proterpia ingår i släktet Pyrisitia och familjen vitfjärilar. Inga underarter finns listade.

## Bildgalleri

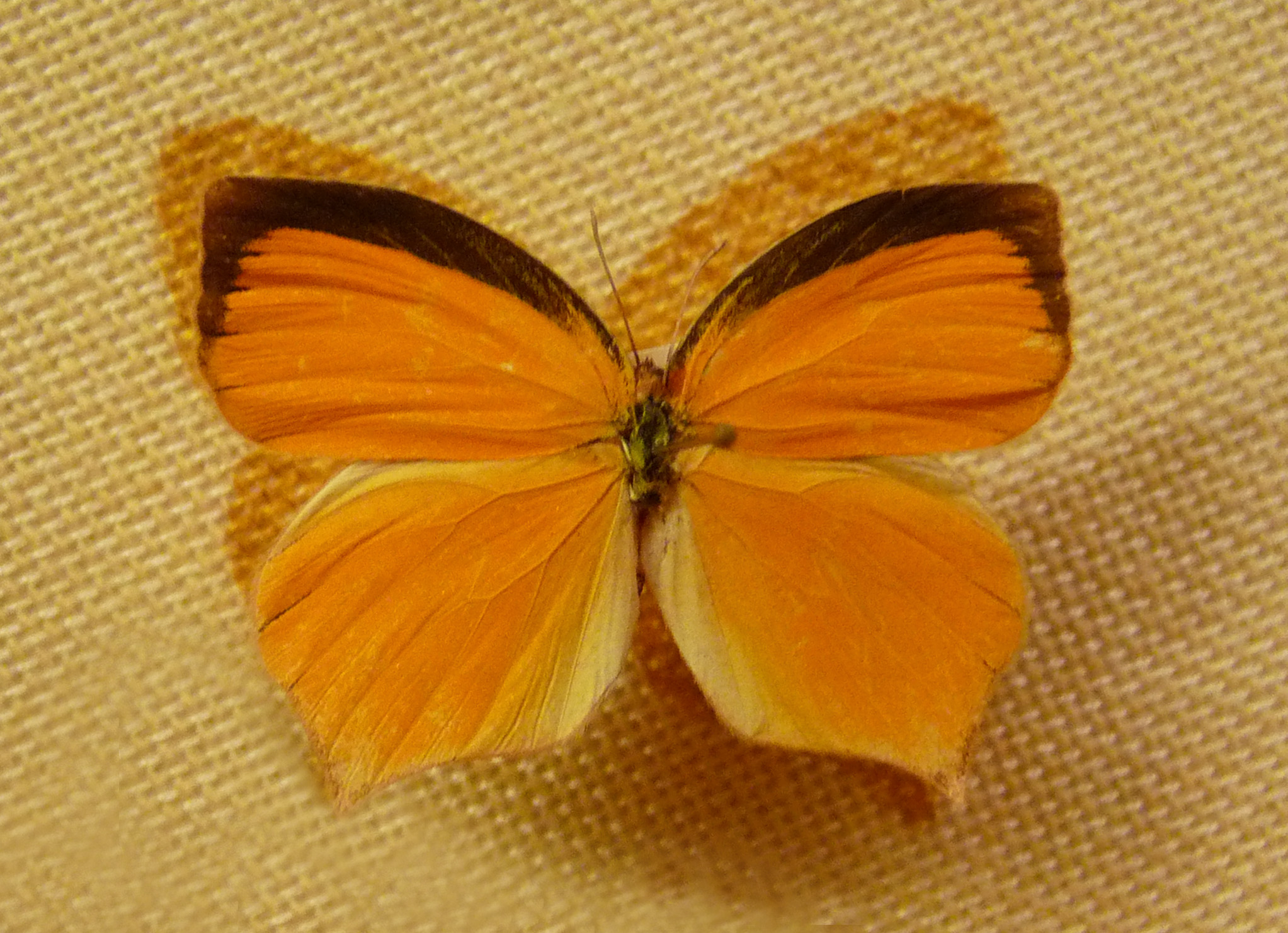